# Bofors 155 Bonus
155 BONUS es un proyectil de racimo de artillería de 155 mm, desarrollado en cooperación entre Bofors de Suecia y Nexter de Francia, diseñado para un papel de ataque superior de fuego indirecto de largo alcance contra vehículos blindados. El proyectil portador de purga de base BONUS contiene dos submuniciones, que descienden sobre el campo de batalla en aletas y atacan objetivos endurecidos con ojivas penetradoras formadas explosivamente.

## Diseño
155 BONUS es un proyectil de artillería de la OTAN de 155 mm que consiste en un proyectil de artillería pesada de 47 kilogramos (104 libras) que contiene dos submuniciones autónomas, fusionadas por sensores, disparar y olvidar.
Una vez que se suelta la submunición, abre dos aletas. Mientras desciende, la submunición gira, escaneando el área debajo con sensores infrarrojos multifrecuencia que comparan los vehículos detectados con una base de datos de objetivos programable. Cada una de las submuniciones contiene una ojiva EFP de alta penetración para usar incluso contra vehículos de combate blindados pesados como los tanques de batalla principales.

## Operación
| Fase | Cuadro                                                    | Descripción |
| ---- | --------------------------------------------------------- | --- |
| 1    | Una pieza de artillería despide una ronda de BONIFICACIÓN | Después de establecer el rango y el (los) perfil (es) de objetivo, la ronda BONUS se dispara desde un tubo de artillería estándar estriado de 155 mm |
| 2    | Las moscas de ronda a través del aire                     | La ronda vuela en un arco parabólico, con un alcance de hasta 35 kilómetros (21,7 millas) |
| 3    | El ejector estira el submunitions claro de la concha      | Un fusible temporizador enciende un pequeño cohete eyector en la nariz, que arrastra las dos submuniciones fuera de la carcasa del proyectil sobre el área objetivo. |
| 4    | El submunitions la caída libre                            | Una vez fuera del proyectil, las submuniciones caen hacia el objetivo. La carcasa y la boquilla se caen. |
| 5    | El submunitions en winglets                               | Las submuniciones despliegan aletas y, de forma independiente, se deslizan hacia abajo sobre el área en cuestión a 15 rpm, buscando objetivos. |
| 6    | Un submunition explota por encima de un tanque            | Una vez que una submunición detecta un vehículo objetivo debajo de él, detona su carga explosiva, creando un proyectil formado explosivamente que golpea el blindaje superior débil del vehículo objetivo. El impactador de alta velocidad penetra en el casco y mata o hiere a la tripulación. |

## Sistemas similares
BONUS es muy similar al sistema alemán SMArt 155; El SMArt 155 desciende sobre un paracaídas en lugar de un sistema de aletas.
Estados Unidos desarrolló el sistema M898 SADARM similar (que también descendió sobre un ballute para atacar las superficies superiores de los vehículos blindados), pero esto se suspendió en favor del proyectil M982 Excalibur guiado por GPS. La artillería estadounidense despliega en gran medida la ronda guiada por láser M712 Copperhead para el papel antitanque.

## Operadores
- Ejército de Tierra francés - desde el 2000[1]
- Ejército de Suecia - desde el 2000[1]
- Ejército finlandés  - desde el 2014[2]
- Ejército de los Estados Unidos - Siendo adquirido[3]
- Ejército Noruego[4]